# Лозанна-Захід
Лозанна-Захід (фр. District de l'Ouest lausannois) — округ у Швейцарії в кантоні Во.
Адміністративний центр — Ренан.

## Громади
У таблиці наведено список громад округу станом на 2022 рік, населення та площа станом на 2019 рік.

| Українська назва | Оригінальна назва     | Код BFS | Населення | Площа |
| ---------------- | --------------------- | ------- | --------- | ----- |
| Бюсіньї          | Bussigny              | 5624    | 8930      | 4,8   |
| Вілар-Сен-Круа   | Villars-Sainte-Croix  | 5651    | 970       | 1,7   |
| Екюблан          | Ecublens (VD)         | 5635    | 13079     | 5,7   |
| Крісьє           | Crissier              | 5583    | 7965      | 5,5   |
| Прії             | Prilly                | 5589    | 12413     | 2,2   |
| Ренан            | Renens (VD)           | 5591    | 20886     | 3,0   |
| Сен-Сюльпіс      | Saint-Sulpice (VD)    | 5648    | 4704      | 1,9   |
| Шаванн-пре-Ренан | Chavannes-près-Renens | 5627    | 7851      | 1,7   |